# Eurokai

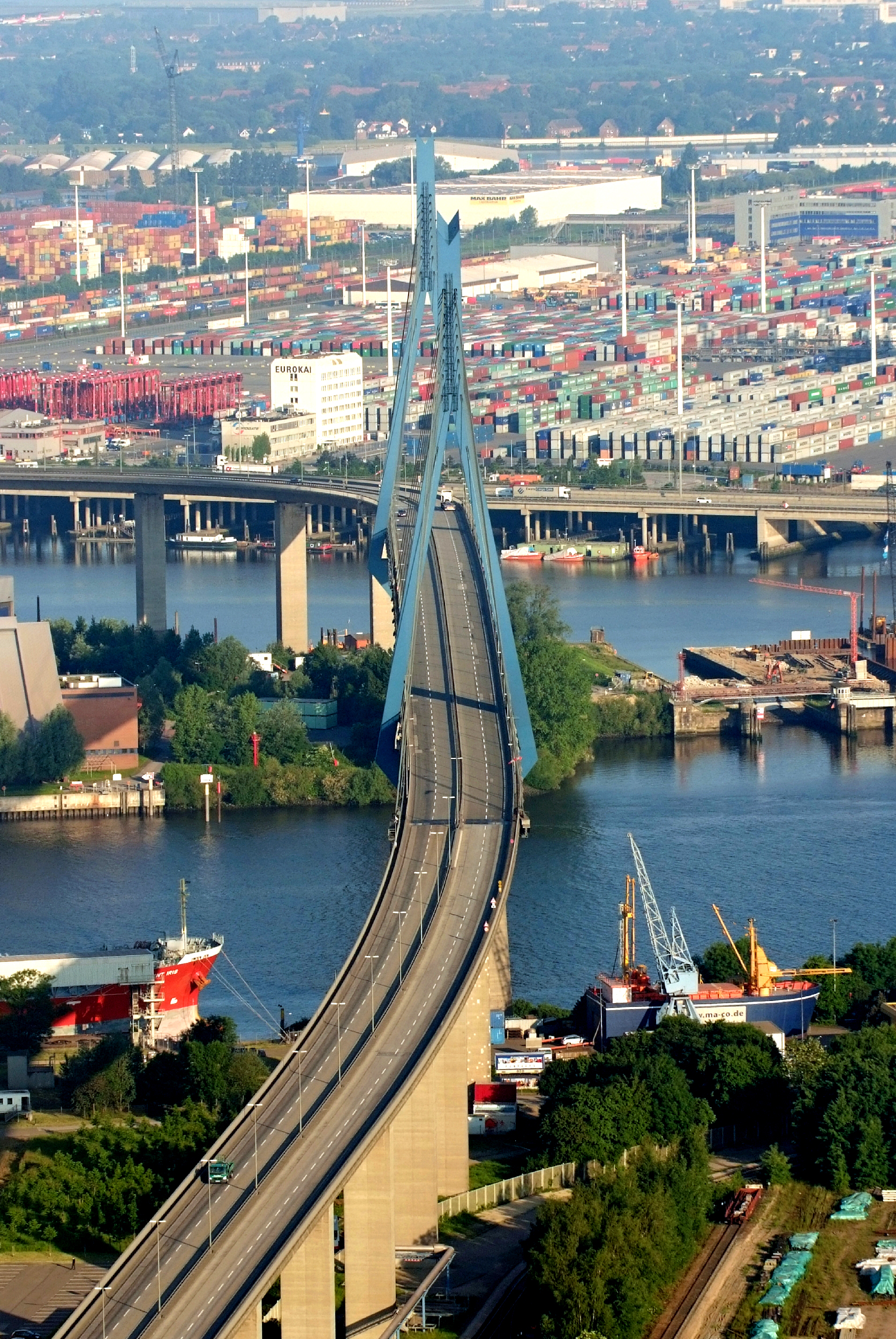
Eurokai Terminal jenseits des Köhlbrand in Hamburg

Die Eurokai GmbH & Co. KGaA mit Sitz in Hamburg ist ein börsennotierter Logistikkonzern, der überwiegend im Containerumschlag tätig ist. Eurokai ist Teil des im Jahre 1865 gegründeten Familienunternehmens Eckelmann.

## Aktivitäten
Die in den Eurokai-Konzern einbezogenen Gesellschaften haben den Schwerpunkt ihrer Tätigkeiten beim Containerumschlag auf dem europäischen Kontinent. Die Gesellschaften betreiben, teilweise mit Partnern, die Suprastruktur der Containerterminals in Italien in La Spezia, Gioia Tauro, Cagliari (Sardinien), Ravenna und Salerno, in Bremerhaven, in Hamburg, in Lissabon (Portugal) sowie in Tanger (Marokko) sowie neu in Limassol (Zypern) und Bandar Abbas (Iran).
Außerdem ist der Konzern an mehreren Binnenterminals sowie dem Bahnunternehmen BoxXpress.de beteiligt. Als Sekundärdienstleistungen werden intermodale Dienste – Transporte von Seecontainern von und zu den Terminals –, Reparaturen, Depothaltung und Handel von Containern,  sowie technische Serviceleistungen angeboten.
Die Containerterminals in Bremerhaven und Hamburg werden seit 1999 zusammen mit der in öffentlichem Besitz befindlichen BLG Logistics Group über die Eurogate (Rechtsform: GmbH & Co. KGaA, KG) betrieben. An der Eurogate-Gruppe ist die Eurokai mit 50 % beteiligt. Seit 2012 wird von Eurokai zusammen mit der BLG der JadeWeserPort in Wilhelmshaven betrieben. Eurokai ist darüber hinaus in Eurogate an Terminalprojekten in Ust-Luga (nahe Sankt Petersburg, Russland) beteiligt.
An der Contship-Italia-Gruppe ist die Eurokai über die Zwischenholding-Gesellschaften Borgo Supermercati und MIKA mit 66,6 % sowie über die Eurogate mit 16,7 % beteiligt.

## Geschichte
Fast 100 Jahre lang blieb die Hafenschifffahrt das Stammgeschäft der Familie. Kurt Eckelmann (1916–1994; Urenkel des Gründers Cordt Eckelmann) baute dann ab 1961 innerhalb weniger Jahre das bedeutendste und heutzutage einzige privatwirtschaftliche Containerterminal Deutschlands auf.
Seit Mitte der 1980er Jahre gestaltete Thomas Eckelmann den Ausbau des Unternehmens zum größten eignergeführten Hafenunternehmens Europas. 1987/88 wurde das Terminalgelände durch die Übernahme der Holzmüller Seehafenbetrieb KGaA und des Stauereibetriebs PCO Paetz & Co. erweitert. Nach Übernahme des BP-Geländes im Jahr 1996 und anschließender Zuschüttung des Griesenwerder Hafens wurde das Terminal weiter ausgebaut. Bis zum Jahr 2002 wurde eine Betriebsfläche von 1.100.000 m² und eine Kaianlage von 2.100 m Länge mit sieben Tiefwasser-Liegeplätzen geschaffen. Damit erhöht sich die Umschlagkapazität auf 2 Millionen TEU (Containereinheiten).

## Börsennotierung
Die Vorzugsaktie des Unternehmens ist im regionalen Aktienindex HASPAX gelistet.